# خدمات تلفن واتیکان

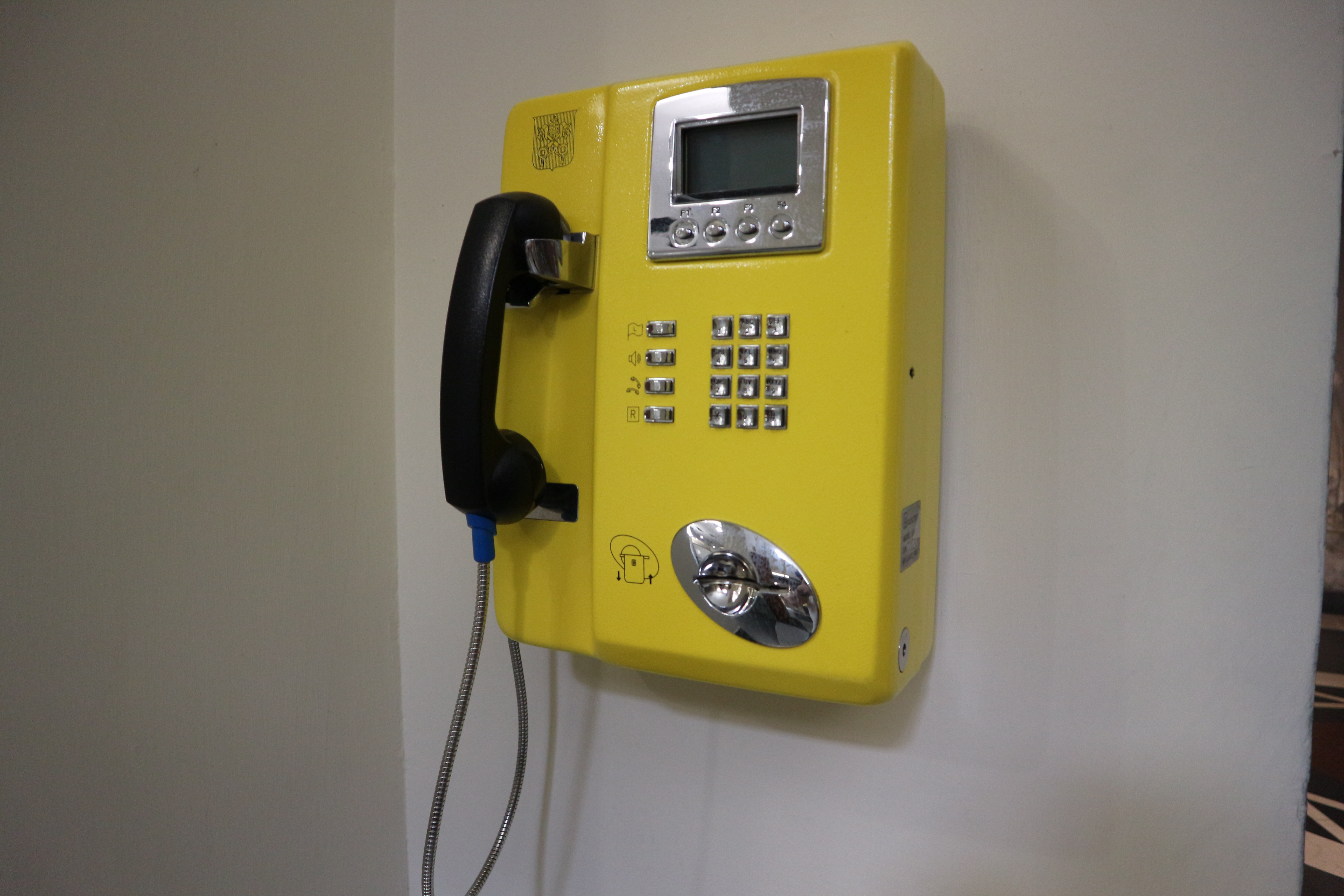
تلفن پرداخت در شهر واتیکان

خدمات تلفن واتیکان برای نخستین بار به‌طور رسمی در سال ۱۹۳۰ بنیانگذاری شد در سال ۲۰۰۲، قسمتی از اداره مخابرات استان شد و بر کل نیازهای مخابراتی شهر واتیکان برسی می آنجا می‌دهد.
کد تلفن / کد کشور تخصیص داده شده برای شهر واتیکان +۳۷۹ است. اما این کدمورد استفاده قرار نمی‌گیرد. در بدیل، شهر واتیکان از کد کشور +۳۹ ایتالیا استفاده می‌نمایند و شماره تلفن‌هایی را که با ۶۹۸ آغاز می‌شوند در کد منطقه ای ۰۶ برای رم تخصیص می‌دهد.